# 义和团揭帖
义和团揭帖，又稱《神助拳》，是清朝末年义和团成員散布、张贴的启事，義和團認為，天災人禍都是洋人得罪神佛、數典忘祖而來，而且洋人品德上非常邪惡，通姦、亂倫。神明一怒之下，向義和團附身，賜予神力，毀去西方科技，打倒西方列強，最後能「洋鬼子，盡除完，大清一統靖江山」，即扶清滅洋，完成義和團宗旨。
由于是口头流传，该揭帖产生多个版本，大同小異，但在义和团运动期间广为流传，以民谣形式介绍了义和团的兴起缘由、指导思想和斗争手段，是义和团运动的纲领性文件。

## 流行版本

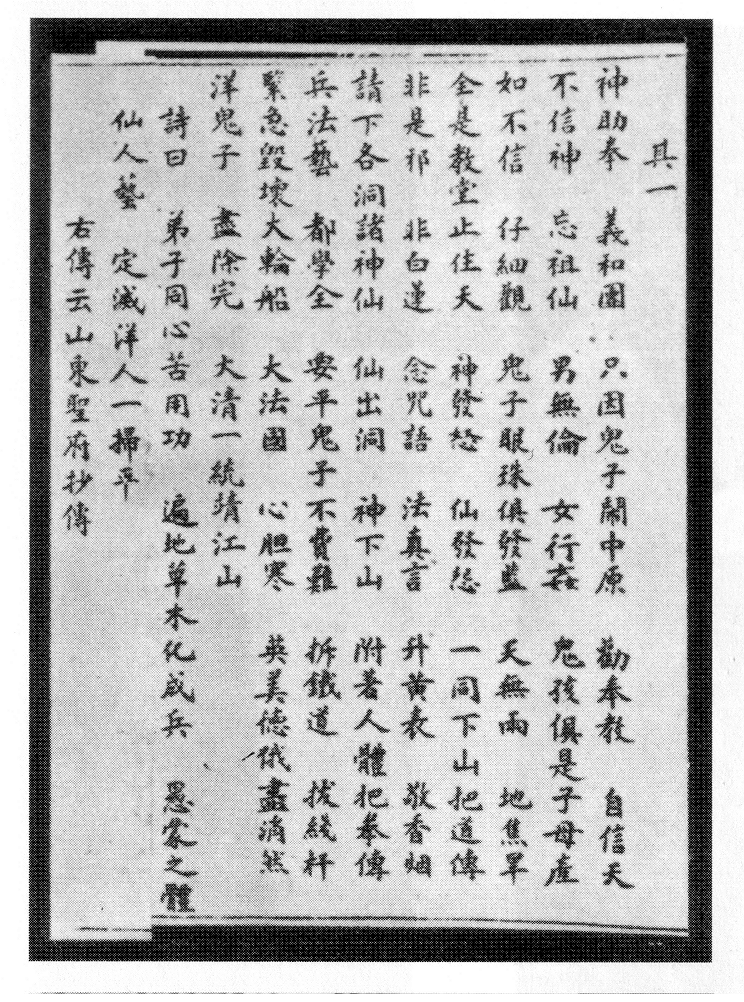

神助拳、義和團，只因鬼子鬧中原。
勸奉教、自信天，不信神佛忘祖先。
男不倫、女行姦，鬼孩俱是子母產。
如不信、仔細觀，鬼子眼珠皆發藍。
天無雨、地焦旱，全是教堂遮住天。
神發怒、仙發怨，一同下山把道傳。
非是邪、非白蓮，念咒語，法真言。
升黃表、敬香，請下各洞諸神仙。
仙出洞、神下山，附着人體把拳传。
兵法藝、都學全，平定鬼子不費難。
拆鐵道、拔線杆，緊急毀壞火輪船。
大法國、心膽寒，英美德俄盡消然。
洋鬼子、盡除完，大清一統靖江山。
弟子同心苦用功，遍地草木化成兵；
愚蒙之體仙人藝，定滅洋人一掃平。

## 文字註釋
1. ↑  1898年梅花拳拳師趙三多首次提出「扶清滅洋」的口號

## 資料來源
1. ↑  VB9. [2023-07-15]. （原始内容存档于2022-09-03）.
2. ↑  .   [2022-09-03]. （原始内容存档于2022-09-03）.